# Brian Moynihan
Brian Thomas Moynihan, född 9 oktober 1959, är en amerikansk jurist och företagsledare som är styrelseordförande och VD för den multinationella bankkoncernen Bank of America Corporation.
År 1993 började han arbeta för den Massachusetts-baserade banken Fleet Boston Financial som vice chefsjurist och blev senare skede exekutiv vicepresident för deras avdelningar rörande investeringsrådgivning och börsmäkleri. År 2004 fusionerades Fleet Boston med bankjätten Bank of America till en kostnad på 47 miljarder amerikanska dollar och Moynihan fick titeln president för Bank of Americas globala investeringsrådgivning. Innan han fick toppjobben som styrelseordförande, president och vd, var han bland annat deras chefsjurist och chef för avdelningarna rörande konsumenter, investmentbankrörelse och företag.
Han avlade en kandidatexamen i historia vid Brown University och en juristexamen vid Notre Dame Law School.